# Елеонора Баур
Елеонора Баур, уроджена Майр (нім. Eleonore Baur (Mayr); 7 вересня 1885, Бад-Айблінг — 18 травня 1981, Обергахінг), також відома як сестра Піа (нім. Schwester Pia) — одна з засновників Німецької робітничої партії, «нацистська ікона» і єдина жінка, яка брала участь в Пивному путчі.

## Біографія
Мати Баур померла, коли та була ще немовлям, і коли їй виповнилося 5 років, Елеонора переїхала в Мюнхен зі своїм батьком і мачухою. У Мюнхені Баур залишила школу у віці 14 років для роботи в якості помічниці акушерки.
Незабаром вона переїхала до Єгипту, щоб працювати в якості помічниці медсестри в лікарні Каїра. Баур служила сестрою милосердя під час Першої світової війни.
У 1919 році — медсестра фрайкору Оберланд. Вступила в Німецьку робітничу партію (попередницю НСДАП) в момент її створення (партійний квиток № 6).
Баур стала однією з найпомітніших нацистських фігур в Мюнхені навесні 1920, і була арештована 11 березня 1920 року за порушення громадського порядку після антисемітської промови на жіночому мітингу. Її подальше виправдання зробило її героєм націонал-соціалістичного руху. Баур продовжувала брати активну участь в політичному житті Німеччини, виступаючи з промовами і організовуючи благодійні заходи націонал-соціалістів.
9 листопада 1923 року Баур була єдиною жінкою, яка взяла участь в Пивному путчі, під час якого була поранена. Під час підйому нацистів і після їх приходу до влади в 1933 році, Баур залишалася наближеною до нацистського керівництва, супроводжуючи Адольфа Гітлера в поїздках. Генріх Гіммлер призначив Баур сестрою для військ СС в концентраційному таборі Дахау в 1933 році. Баур зіграла важливу роль в будівництві та управлінні Дахау, при цьому немає ніяких доказів її знущань над в'язнями (її звинувачували в їх залякування).
У 1934 році Баур заснувала Націонал-соціалістичне Товариство Сестер (нім. Schwesternschaft), ставши його почесним головою в 1937 році. Вона отримала негласний титул «ідеальної нацистської жінки» (Der Spiegel назвав її «сестрою нації»).
Була відома як фанатична націонал-соціалістка, яка люто ненавиділа євреїв.
Баур була вперше заарештована за звинуваченням у військових злочинах в травні 1945, але незабаром після цього її випустили за недостатністю доказів. Потім вона постала перед судом денацифікації в Мюнхені в вересні 1949 року, де була засуджена до десяти років в трудовому таборі Rebdorf, а її особисту власність конфіскували. Після виходу з в'язниці в 1950 році за станом здоров'я, Баур пішла на пенсію і отримала компенсацію в 1955 році, повернувшись в Oberhaching, де вона померла у віці 95 років.
Син Елеонори Баур Вільгельм (1905—1945) загинув в Берліні в квітні/травні 1945 року.
Баур так і не відмовилася від ідей націонал-соціалізму і ніколи не сумнівалася в правильності свого вибору і життєвого шляху, заявивши одного разу, що «існує тільки один Фрідріх Великий, є тільки один Адольф Гітлер, і є тільки одна сестра Піа».

## Нагороди
- Хрест Заслуг за добровільний догляд за хворими (Баварія)
- Сілезький Орел 2-го ступеня
- Балтійський хрест
- Почесний знак Німецького Червоного Хреста
- Медаль за Верхню Сілезію фрайкору Оберланд
- Почесний знак Кобург
- Орден крові (№25; 8 листопада 1933)
- Почесний хрест ветерана війни з мечами (1934)
- Золотий партійний знак НСДАП
- Медаль «За вислугу років у НСДАП»
- Численні земельні нагороди і відзнаки Німецького Червоного Хреста.